# Randall megye
Randall megye az Amerikai Egyesült Államokban, azon belül Texas államban található. Megyeszékhelye Canyon, legnagyobb városa Amarillo. Lakosainak száma 140 753 fő (2020. április 1.). Randall megye Armstrong, Swisher, Potter, Deaf Smith, Castro, Oldham és Carson megyékkel határos.

## Népesség
A megye népességének változása:
| Lakosok száma | 121 190 | 123 542 | 125 022 | 126 474 | 130 269 | 140 753 |
|               | 2010    | 2011    | 2012    | 2013    | 2015    | 2020    |